# Дебрище
 Тази статия е за селото в Тиквеш.  За селото в Прилепско вижте Дебреще.  
Дебрище или Дебрища (на македонска литературна норма: Дебриште) е село в централната част на Северна Македония, община Росоман.

## География
Селото е разположено западно от Кавадарци.

## История
В XIX век Дебрище е българско село в нахия Неготино на Тиквешка кааза на Османската империя. Църквата „Свети Йоан Кръстител“ е от XIX век. Според статистиката на Васил Кънчов („Македония. Етнография и статистика“) от 1900 година Дебрища има 270 жители, всички българи християни.
В началото на XX век християнското жителите на селото са под върховенството на Българската екзархия. По данни на секретаря на екзархията Димитър Мишев („La Macédoine et sa Population Chrétienne“) през 1905 година в Дебрища (Debrichta) има 160 българи екзархисти.
При избухването на Балканската война в 1912 година 2 души от Дебрище са доброволци в Македоно-одринското опълчение.
След Междусъюзническата война в 1913 година селото попада в Сърбия.
На етническата си карта от 1927 година Леонард Шулце Йена показва Дебрища (Debrišta) като българско християнско село.
По време на българското управление във Вардарска Македония в годините на Втората световна война, Тимотей Ив. Пеев от Казанлък е български кмет на Дебрище от 18 август 1941 година до 22 юни 1942 година. След това кмет е Георги К. Симеонов от Дондуково (22 юни 1941 - 9 септември 1944).

## Личности
Родени в Дебрище
- Баязид Осман, арестуван преди април 1904 година,[7] обвинен в кражба на „няколко глави от добитъка, който се разпръснал от Крушево и от околните села по време на Крушевските събития“, осъден на 6 месеца затвор от Първостепенния наказателен отдел, лежал в Битолския затвор, амнистиран с общата амнистия от 12 април 1904 година[8]
- Илфиядо Иванов (? - 1908), български революционер от ВМОРО, четник на Добри Даскалов, загива в сражение с турски аскер в Тиквешко[9][10]
- Никола Димов Христов (1868 - след 1943), български революционер от ВМОРО

Починали в Дебрище
- Иван Христосков Живков, български военен деец, капитан, загинал през Първата световна война[11]